# Serra Comanera
La Serra Comanera és una serra situada al municipi d'Agullana a la comarca de l'Alt Empordà, amb una elevació màxima de 225 metres.